# Bolbodimyia philipi
Bolbodimyia philipi är en tvåvingeart som beskrevs av Stone 1954. Bolbodimyia philipi ingår i släktet Bolbodimyia och familjen bromsar. Inga underarter finns listade i Catalogue of Life.